# Койтас (надгробие)

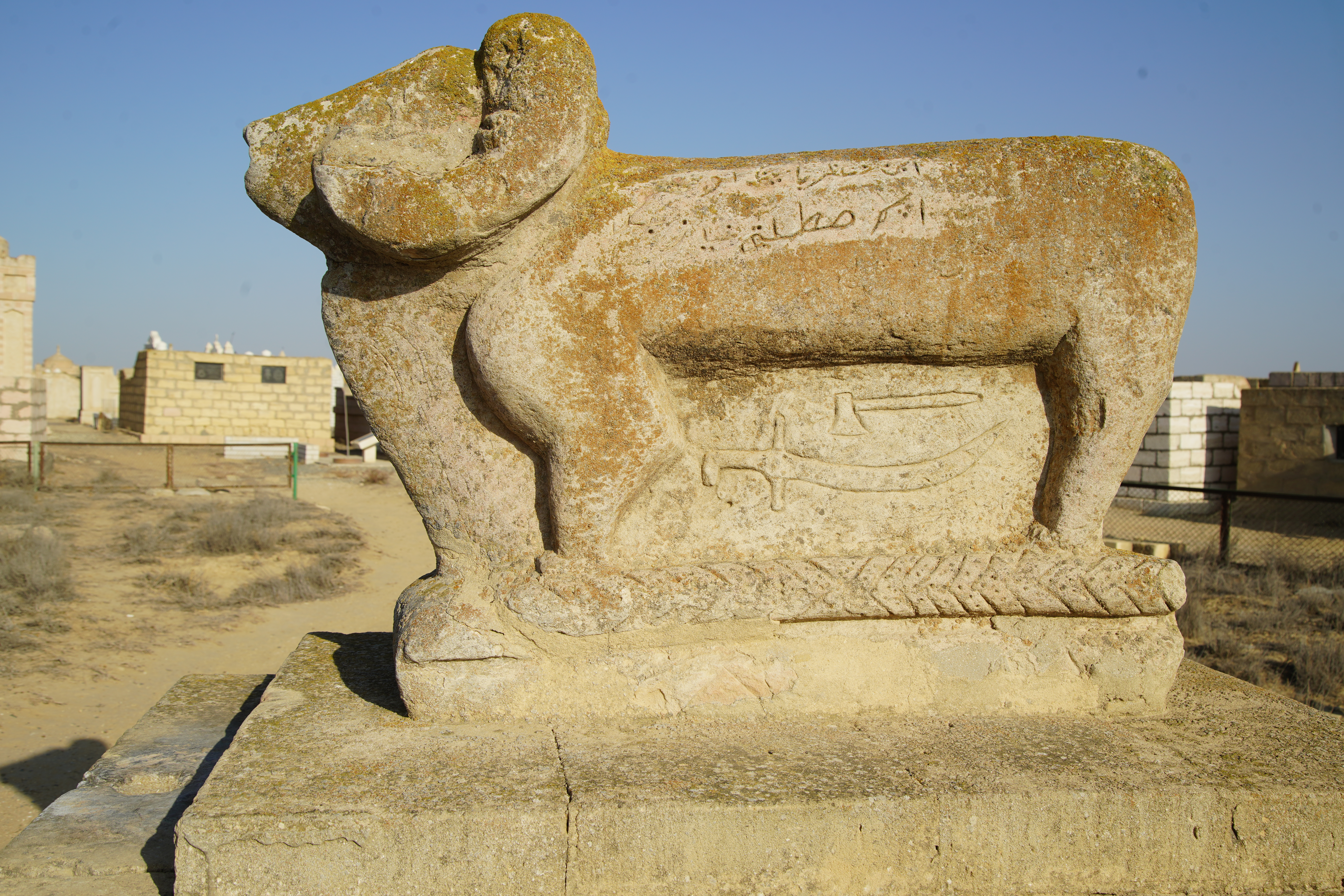
Некрополь Кошкар-Ата

Койтас — тип исторических надгробных памятников, происходящий от стилизованных скульптурных изображений барана. Распространён на полуострове Мангышлак и плато Устюрт.
Наиболее ранние сохранившиеся койтасы датируются началом X века. Ранние памятники зачастую представляют собой стилизованные изображения баранов с рельефным выделением головы и закрученных рогов. Поверхности памятников могут быть покрыты изображениями оружия. Наиболее реалистично выглядящие скульптурные изображения носят название кошкартасов и выделяются в отдельную группу надгробий.
Койтасы более поздних периодов под влиянием ислама стали выполняться в крайне условном виде и выглядят как каменные блоки с круглым завершением, покрытые орнаментальной резьбой, или даже как брусовидные глыбы, поставленные на ребро.
Памятники выполнялись преимущественно из песчаника или известняка. Как правило, сначала на землю устанавливалась плита основы, а на неё — постамент и основной объём. Постамент зачастую высекался в монолите с основным объёмом.
Считается, что койтасы возникли под влиянием культа баранов, распространённого у тюркских народов Средней Азии. Однако археолог С. Ажигали предполагает, что изначально форма койтасов не ассоциировалась с баранами.
Подобные надгробия были распространены у казахов и туркмен, проживавших на Мангышлаке и Устюрте.